# Heinrich Lübke
Heinrich Lübke (14. října 1894 Sundern – 6. dubna 1972 Bonn) byl německý politik, prezident Spolkové republiky Německo v letech 1959–1969.
V letech 1931–1933 byl zemským poslancem v Prusku za stranu Zentrum. Za války byl členem stavebního štábu pro budování vojenských, zajateckých a vězeňských táborů. Od roku 1945 byl členem CDU.

## Vyznamenání
- velkokříž Řádu zásluh o Italskou republiku – Itálie, 27. června 1956[1]
- velkokříž Záslužného řádu Spolkové republiky Německo – Německo, 1957
- velkokříž speciální třídy Záslužného řádu Spolkové republiky Německo – Německo, 1959
- Řád Rajamitrabhorn – Thajsko, 21. listopadu 1962[2]
- Řád Ojaswi Rajanya – Nepál, 1964[3]
- velkokříž s řetězem Řádu zásluh o Italskou republiku – Itálie, 8. srpna 1965[4]
- Řád říšské koruny – Malajsie, 1967
- řetěz Řádu Šalomounova – Etiopské císařství
- řetěz Řádu Sikatuna – Filipíny
- velkokříž Řádu čestné legie – Francie
- řetěz Řádu Pahlaví – Írán
- velkokříž Řádu za chrabrost – Kamerun
- čestný rytíř velkokříže Řádu lázně – Spojené království
- velkostuha speciální třídy Řádu Chula Chom Klao – Thajsko